# Jeff Borowiak
Jeff Borowiak (25 de septiembre de 1949) es un jugador estadounidense de tenis. En su carrera conquistó 7 torneos ATP de individuales y 3 torneos ATP de dobles. Su mejor posición en el ranking de individuales fue el N.º 20 en el agosto de 1977. En 1982 llegó a cuarta ronda del Abierto de Australia. En 1971 y 1981 llegó a cuarta ronda de Wimbledon.